# Castello di Amendolara
Das Castello di Amendolara ist eine Burgruine aus dem 11. Jahrhundert in der mittelalterlichen Siedlung Amendolara in der italienischen Region Kalabrien. Die Burg wurde vermutlich auf den Resten einer früheren Festung aus dem 8. oder 9. Jahrhundert hoch über dem Tal errichtet.

## Geschichte
Als die Normannen Kalabrien erobert hatten, begannen sie mit der Errichtung von Burgen und bauten zwischen 1045 und 1048 das Castello di Amendolara über eine langobardische Festung auf Geheiß von Robert von Altavilla, genannt Guiskard, Herzog von Apulien und Kalabrien und Herr von Amendolara. Dieser heiratete 1058 in zweiter Ehe Sichelgaida, Prinzessin von Salerno, und hatte mit ihr eine Tochter, Mabilia, der er die Burg zusammen mit dem gesamten Alto Ionio als Mitgift gab.
Die Normannen hielten die Burg in hohem Ansehen, da sie die einzige Rast- und Verpflegungsstation zwischen Mileto, der Hauptstadt der Normannen, und Apulien war. Sie verlegten nach der Eroberung Siziliens 1091 den Sitz ihres Hofes nach Palermo und für Kalabrien schwand die Hoffnung eines Wiederaufstieges.
Da es in der normannischen Familie Altavilla keine männlichen Nachkommen gab, arrangierte Friedrich Barbarossa, Kaiser des Heiligen Römischen Reiches, 1186 eine Heirat zwischen Costanza d’Altavilla, der postumen Tochter von Roger II. von Sizilien, und seinem Sohn Heinrich. Heinrich VI., der im Alter von 32 Jahren starb, folgte der Sohn Friedrich II. nach, der die Burg verschönern und restaurieren ließ und sie zum „Domus imperialis“ (dt.: Haus des Kaisers) machte. Er weilte dort zu verschiedenen Gelegenheiten während seiner zahlreichen Reisen nach Sizilien und Apulien. Dort durchlebte er Zeiten der Erholung, die er der Falkenjagd widmete, wovon das Falconara-Viertel seinen Namen hat. Friedrich II., der 1250 verstarb, folgte sein illegitimer Sohn Manfred von Sizilien nach, der die Königin Helena von Epirus heiratete. Während ihrer Reise nach Apulien weilte das Paar im Castello di Amendolara, wo somit 1263 letztmalige Könige zu Gast waren. Später war die Burg Residenz all jener Adelsfamilien, denen das Lehen von Amendolara gehörte, darunter die Sanseverinos, die Marras, die Barone Gambarotta, die Ruffos, die Carafas, die Pignatellis und die Bellosguardos. Letztere mussten die Burg 1808 verlassen, als der Staat alle Adelsgüter nach den neuen Gesetzen zur Abschaffung des Feudalismus einzog. Die Burg wurde zum Verkauf angeboten und die Markgrafen Gallerano kauften sie und behielten sie Jahrhunderte lang.
Beim Erdbeben im Jahre 1783 wurde die Burg stark beschädigt, sodass beim Wiederaufbau ein großer Teil der Türme und der Mauern in die benachbarten Wohnhäuser integriert wurden und die Burg in Wohnungen umgewandelt wurde, während Teile der Umfassungsmauer einstürzten.

## Beschreibung
Die dominante Lage der Burg steht im Widerspruch zu ihrer einfachen Funktion der Verteidigung der Siedlung, die sich in ihrem dreieckigen Grundriss und ihrer langen Umfassungsmauer zeigt, auf der sich verschiedene Türme erheben. Ein mächtiger Damm, etwa 10 Meter hoch und mit einer über einen Meter dicken Mauer versehen, bildet die Basis der Burg, die entlang ihrer Westseite auch durch einen breiten Burggraben geschützt ist, über den eine Zugbrücke den einzigen Übergang bildete, die später durch eine Steinbrücke ersetzt wurde. In den Graben öffnen sich die kleinen Fenster des Tiefgeschosses, das vermutlich als Kerker genutzt wurde. Das Eingangsportal mit gemauertem Rundbogen führt durch einen Tunnel zum zentralen Innenhof, einen weiten Platz, zu dem hin sich die Läger öffnen, die einst Keller, Remisen und Ställe waren. Eine zweizügige Treppe führt zum ersten Obergeschoss und zur luftigen Kolonnade, die dem Ganzen eine außergewöhnlich plastische Anmutung verleiht.
Im heutigen Zustand zeigt das Gebäude einen Aufbau, der klar dem späten 18. Jahrhundert zuzuordnen ist, was man besonders an der gleichmäßigen Anordnung der Balkone mit Geländern aus Schmiedeeisen an den Fassaden erkennt und darüber hinaus an klassizistischen Elementen, wie den Bögen, die die Kolonnade stützen und sicherlich in der ersten Hälfte des 19. Jahrhunderts entstanden sind.